# Athol Earl
Athol »Joe« Earl, novozelandski veslač, * 1. oktober 1952, Christchurch, Nova Zelandija.
Earl je za Novo Zelandijo nastopil na Poletnih olimpijskih igrah 1972 v Münchnu in 1976 v Montrealu.
Na igrah 1972 je s soveslači Dickom Joycem, Wybom Weldmanom, Johnom Hunterjem, Lindsayem Wilsonom, Tonyjem Hurtom, Trevorjem Cokerjem, Garyjem Robertsonom in krmarjem Simonom Dickiejem osvojil zlato medaljo.
Štiri leta kasneje je novozelandski osmerec v postavi: Earl, Alex McLean, Ivan Sutherland, Trevor Coker, Peter Dignan, Lindsay Wilson, Tony Hurt, Dave Rodger in Simon Dickie (krmar) osvojil bronasto medaljo.